# Herzogenaurach

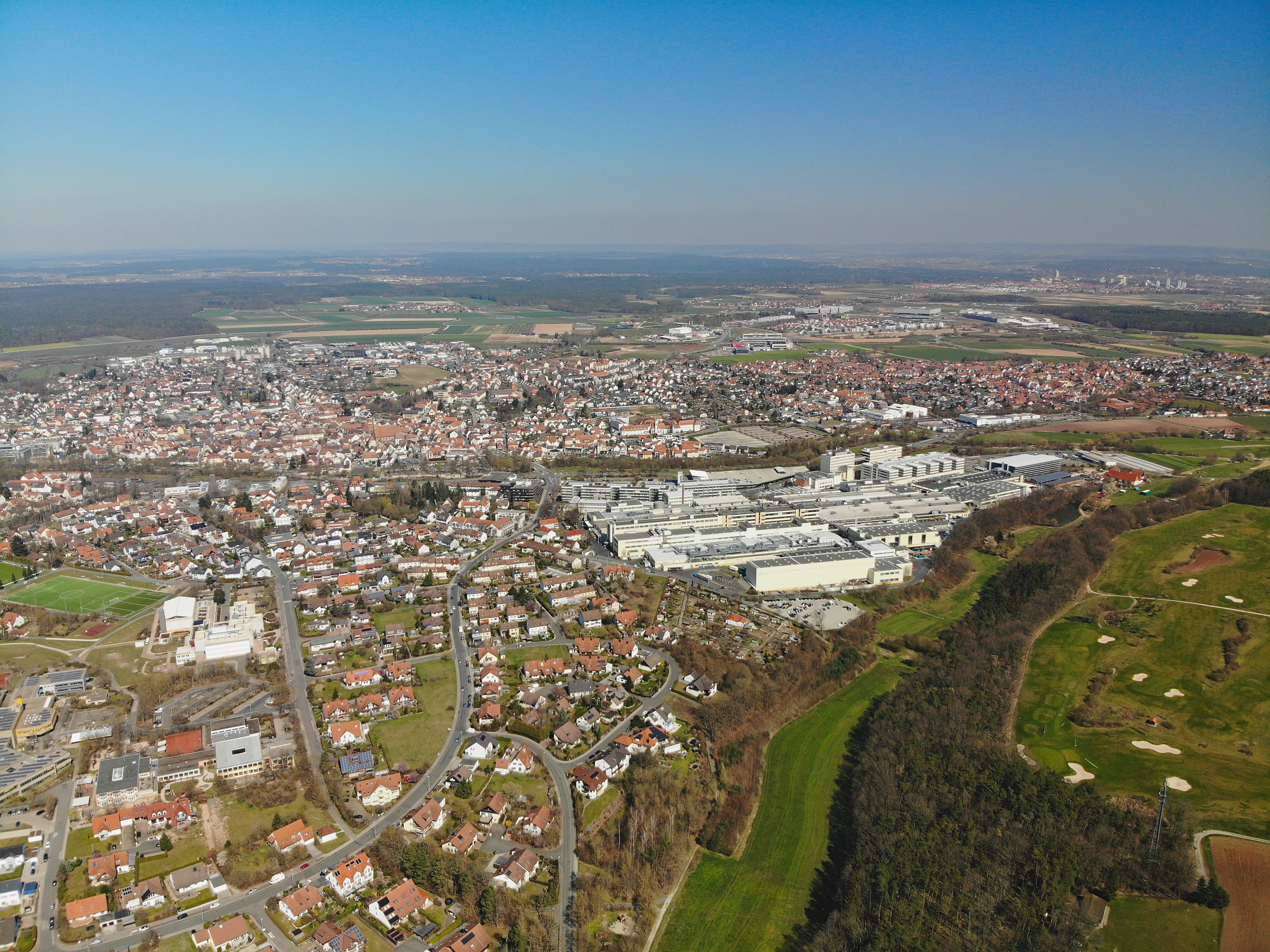
Luftaufnahme von Herzogenaurach von Süden (2020)

Herzogenaurach ([hɛʁt͡soːɡn̩ˈʔaʊ̯ʁax] ⓘ) ist eine Stadt im mittelfränkischen Landkreis Erlangen-Höchstadt des Freistaats Bayern. Die Stadt liegt im Ballungsraum Nürnberg und ist Teil der gleichnamigen Metropolregion Nürnberg. Überregional ist Herzogenaurach als Sitz der drei international operierenden DAX-Unternehmen Adidas, Puma sowie Schaeffler bekannt.

## Geographie

### Lage
Die Stadt liegt westlich von Erlangen und Nürnberg innerhalb der Metropolregion Nürnberg. Durch das Gemeindegebiet fließt die Mittlere Aurach.

### Nachbargemeinden
Nachbargemeinden sind:
| Weisendorf | Großenseebach, Heßdorf                      |          |
| Aurachtal  | Kompassrose, die auf Nachbargemeinden zeigt | Erlangen |
| Emskirchen | Puschendorf, Tuchenbach, Obermichelbach     |          |

### Gemeindegliederung
Herzogenaurach gliedert sich in sechs Gemarkungen und 19 Gemeindeteile, die Stadt Herzogenaurach gibt in ihrer Statistik jedoch nur Einwohnerzahlen für 14 davon an. Für die fünf Einöden außer Eckenmühle ist die Datenlage nicht eindeutig beantwortbar.
| Gemarkung              | Fläche ha | Bevölkerung Juli 2023 |
| ---------------------- | --------- | --------------------- |
| Burgstall              | 0774      | 1330                  |
| Hammerbach             | 0643      | 1195                  |
| Haundorf               | 0704      | 1078                  |
| Herzogenaurach         | 1466      | 17.116                |
| Niederndorf            | 0615      | 5061                  |
| Zweifelsheim           | 0558      | 608                   |
| Herzogenaurach (Stadt) | 04760     | 26.388                |

| Gemeindeteil           | Ortstyp   | Gemarkung      | Bevölkerung Januar 2025 |
| ---------------------- | --------- | -------------- | ----------------------- |
| Beutelsdorf            | Dorf      | Haundorf       | 00306                   |
| Burgstall              | Dorf      | Burgstall      | 00221                   |
| Dondörflein            | Dorf      | Herzogenaurach | 00028                   |
| Eckenmühle             | Einöde    | Herzogenaurach | 00012                   |
| Eichelmühle            | Einöde    | Herzogenaurach | 0000                    |
| Galgenhof              | Einöde    | Burgstall      | 0000                    |
| Hammerbach             | Kirchdorf | Hammerbach     | 00836                   |
| Haundorf               | Kirchdorf | Haundorf       | 00776                   |
| Hauptendorf            | Dorf      | Burgstall      | 001023                  |
| Herzo Base             | Siedlung  | Niederndorf    | 002182                  |
| Heinrichsmühle         | Einöde    | Herzogenaurach | 0000                    |
| Herzogenaurach         | Hauptort  | Herzogenaurach | 17.066                  |
| Höfen                  | Dorf      | Zweifelsheim   | 00210                   |
| Lohhof                 | Einöde    | Niederndorf    | 0000                    |
| Niederndorf            | Pfarrdorf | Niederndorf    | 02970                   |
| Schleifmühle           | Einöde    | Burgstall      | 0000                    |
| Steinbach              | Dorf      | Burgstall      | 00087                   |
| Welkenbach             | Dorf      | Hammerbach     | 00359                   |
| Zweifelsheim           | Dorf      | Zweifelsheim   | 00135                   |
| Herzogenaurach (Stadt) |           |                | 0026.211                |

Die Gemarkung Herzogenaurach hat eine Fläche von 14,694 km². Sie ist in 6896 Flurstücke aufgeteilt, die eine durchschnittliche Flurstücksfläche von 2130,75 m² haben.

## Geschichte

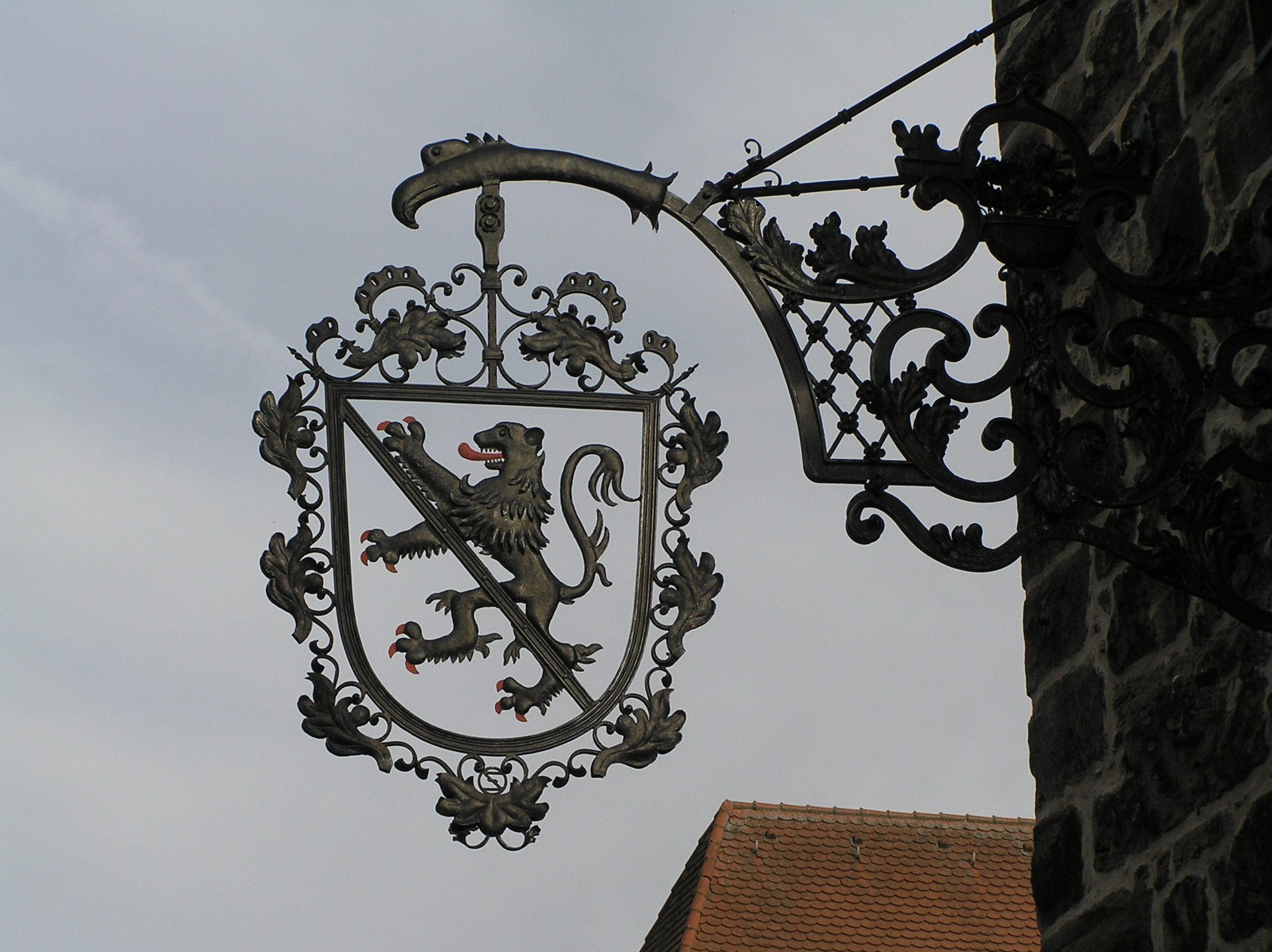
Stadtwappen am Fehnturm

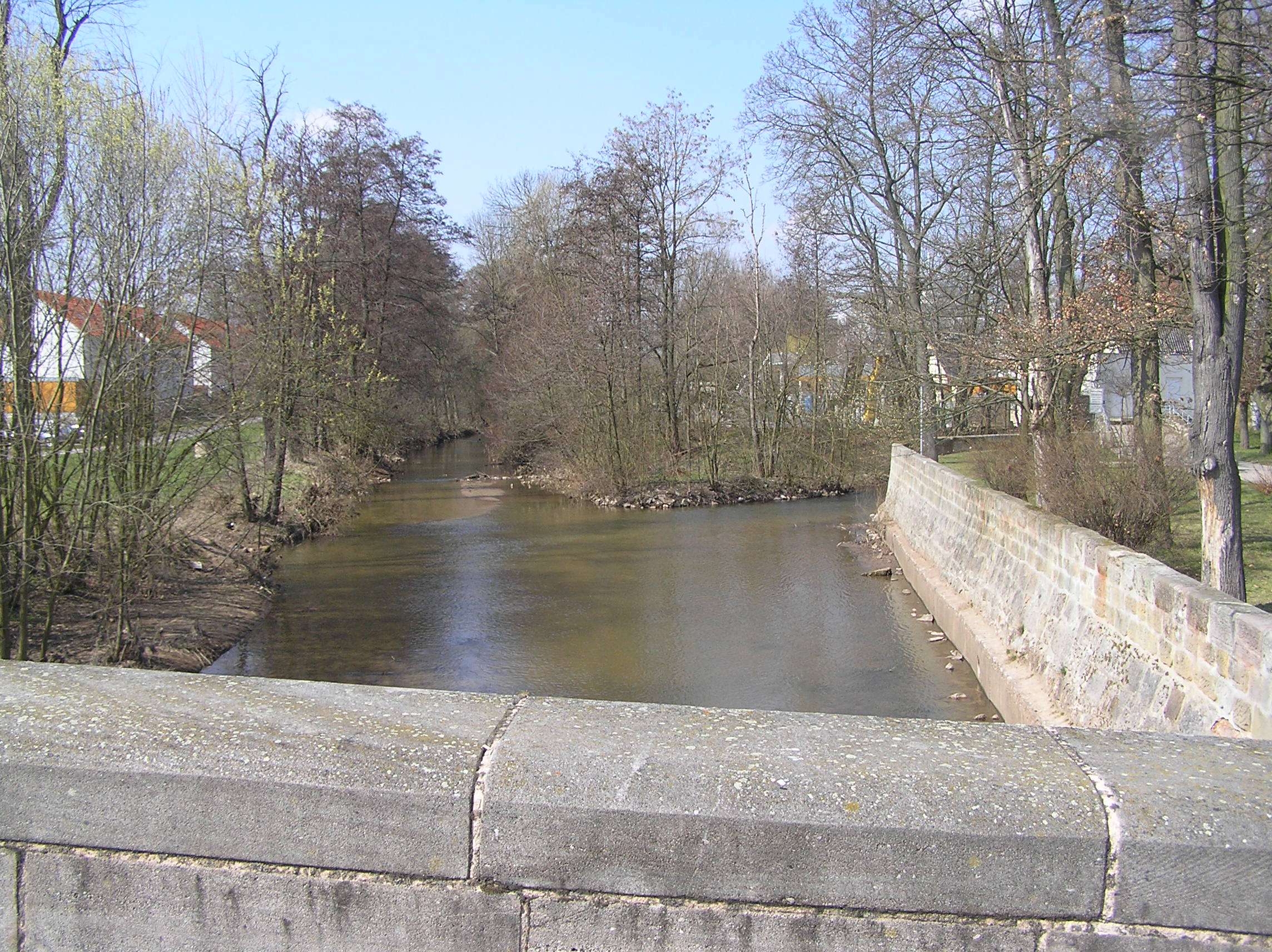
Aurach

### Bis zum 19. Jahrhundert
Ursprünglich hieß die Siedlung „Uraha“, was etwa Viehtränke am Fluss bedeutete (althochdt. ur für Rind, aha für fließendes Gewässer). Daraus wurde später Aurach, ein in Bayern häufiger Orts- und Flussname. Zur Unterscheidung von vielen anderen Orten gleichen Namens wurde Herzogenaurach daraus, möglicherweise wegen der Herzöge von Andechs-Meranien, die im Mittelalter dort begütert waren. Die Siedlung war aus einem fränkischen Königshof hervorgegangen.
Erstmals urkundlich erwähnt wurde der Ort im Jahr 1002 als „Uraha“, als König Heinrich II., der spätere deutsche Kaiser, die Siedlung zusammen mit anderen Ansiedlungen, darunter auch Erlangen, dem Würzburger Stift Haug schenkte. In dieser Urkunde erscheinen die Worte „pertinens at Uraha“ (angrenzend an Uraha) und es wird eine auf Zeidelweiden betriebene Waldbienenpflege erwähnt. „aqumque pascius pue vulgo dicuntur“ (die genannt werden) „cidaluueidis“ (Bienenweiden). Das Imkerwesen in Herzogenaurach existierte demzufolge bereits im Jahr 1002 und wurde entsprechend urkundlich erwähnt.
Bereits neun Jahre später kam Herzogenaurach zum Hochstift Bamberg. 1228 wurde die Stadt Sitz eines Bamberger Amtmanns, der seine Residenz im neu erbauten Schloss bezog.
Die Tuchmacherei ist bereits seit dem frühen 14. Jahrhundert nachzuweisen; 1348 wird ein wollenslaher – also ein Wollschläger oder Walker – erwähnt, ein Beruf, der sich hierzulande in dem Namen Welker manifestierte.
In den darauffolgenden Jahrhunderten wuchs die Stadt und entwickelte sich zu einem Zentrum des Tuchmachergewerbes, 1450 wurde die Stadtbefestigung erweitert.
Herzogenaurach wurde mehrmals von Pestepidemien heimgesucht, im 17. Jahrhundert hatte die Stadt unter dem Dreißigjährigen Krieg zu leiden. Nach Daten der Gesellschaft für Leprakunde ist in Herzogenaurach ein mittelalterliches Leprosorium nachweisbar, das sich „außerhalb der Stadt“ befand. Das Jahr der Gründung ist unklar, 1706 war das Leprosorium baufällig.
Gegen Ende des 18. Jahrhunderts gab es in Herzogenaurach 203 Anwesen. Das Hochgericht übte das bambergische Centamt Herzogenaurach aus. Die Dorf- und Gemeindeherrschaft hatte Amt und Stadtrat Herzogenaurach. Grundherren waren das bambergische Kastenamt Herzogenaurach (Schloss, 5 kirchliche Gebäude, Spital, 3 öffentliche Gebäude, 4 Wirtshäuser, 181 Häuser, 2 Badstuben, 1 Mühle, 2 Schmieden) und das Nürnbergische Spitalamt (1 Hof und Zehentstadel).
1803 wurde das Hochstift Bamberg, das ab 1500 zum Fränkischen Reichskreis gehörte, im Zuge der Säkularisation aufgelöst und fiel zunächst an Preußen. Nach einer dreijährigen Fremdherrschaft durch Frankreich kam das ehemalige Gebiet des Hochstifts mit der Stadt Herzogenaurach 1810 zum Königreich Bayern.
Im Rahmen des Gemeindeedikts wurde 1811 der Steuerdistrikt Herzogenaurach gebildet, zu dem Eichelmühle, Haundorf, Heinrichsmühle, Lohhof und Niederndorf gehörten. Mit dem Zweiten Gemeindeedikt (1818) entstanden folgende Gemeinden:
- Ruralgemeinde Haundorf
- Munizipalgemeinde mit Magistrat III. Klasse Herzogenaurach mit Eichel- und Heinrichsmühle
- Ruralgemeinde Niederndorf mit Lohhof.[15]

Die Gemeinde Herzogenaurach war in Verwaltung und Gerichtsbarkeit dem Landgericht Herzogenaurach zugeordnet und in der Finanzverwaltung dem Rentamt Erlangen. Am 1. Oktober 1847 wurde die Finanzverwaltung vom Rentamt Herzogenaurach übernommen. Ab 1862 gehörte Herzogenaurach zum Bezirksamt Höchstadt an der Aisch (1939 in Landkreis Höchstadt an der Aisch umbenannt) und weiterhin zum Rentamt Herzogenaurach (1919 in Finanzamt Herzogenaurach umbenannt, seit 1929: Finanzamt Erlangen). Die Gerichtsbarkeit blieb beim Landgericht Herzogenaurach (1879 in das Amtsgericht Herzogenaurach umgewandelt), seit 1959 ist das Amtsgericht Erlangen zuständig. Die Gemeinde hatte ursprünglich eine Gebietsfläche von 12,522 km².

### 20. und 21. Jahrhundert
Im 20. Jahrhundert entwickelte sich in Herzogenaurach insbesondere die Schuh- und Bekleidungsindustrie. Nach dem Zweiten Weltkrieg wurden die beiden Sportschuh- und -bekleidungskonzerne adidas und Puma gegründet.
Am 1. Juli 1972 wurden Herzogenaurach und der neue Landkreis Erlangen-Höchstadt dem Regierungsbezirk Mittelfranken angegliedert. Im Jahr 2002 konnte Herzogenaurach sein tausendjähriges Stadtjubiläum feiern.
Herzogenaurach ist die größte Stadt im Landkreis Erlangen-Höchstadt und dank ihrer bekannten Unternehmen ein wichtiger Wirtschaftsstandort in Deutschland mit vielen Arbeitsplätzen.

### Eingemeindungen
Im Zuge der Gebietsreform in Bayern wurden am 1. Januar 1972 die Gemeinde Burgstall und Teile der Gemeinde Hammerbach eingegliedert. Am 1. Juli 1972 kam Zweifelsheim hinzu. Haundorf folgte am 1. Januar 1974. Schließlich kam noch am 1. Mai 1978 Niederndorf und ein kleiner Teil der Gemeinde Aurachtal (Dondörflein und Eckenmühle mit damals etwa 50 Einwohnern) hinzu.

### Einwohnerstatistik
Gemeinde Herzogenaurach
| Jahr      | 1972   | 1978   | 1987   | 1991   | 1995   | 1999   | 2005   | 2010   | 2015   | 2016   | 2017   |
| --------- | ------ | ------ | ------ | ------ | ------ | ------ | ------ | ------ | ------ | ------ | ------ |
| Einwohner | 13.939 | 16.349 | 18.451 | 20.910 | 22.534 | 23.125 | 22.875 | 23.050 | 23.095 | 23.081 | 23.098 |
| Häuser    |        |        | 4.014  |        |        |        |        |        | 5.805  | 5.822  | 5.846  |
| Quelle    | [ 5 ]  | [ 5 ]  | [ 22 ] | [ 5 ]  | [ 5 ]  | [ 5 ]  | [ 5 ]  | [ 23 ] | [ 23 ] | [ 23 ] | [ 23 ] |

Ort Herzogenaurach mit Eichen- und Heinrichsmühle (= Gemeinde Herzogenaurach bis 1972)

Einwohnerentwicklung von Herzogenaurach von 1939 bis 2016

| Jahr      | 1818   | 1840   | 1852   | 1855   | 1861   | 1867   | 1871   | 1875   | 1880   | 1885   | 1890   | 1895   | 1900   | 1905   | 1910   | 1919   | 1925   | 1933   | 1939   |
| --------- | ------ | ------ | ------ | ------ | ------ | ------ | ------ | ------ | ------ | ------ | ------ | ------ | ------ | ------ | ------ | ------ | ------ | ------ | ------ |
| Einwohner | 1.468  | 1.863  | 1.981  | 1.931  | 1.865  | 1.940  | 2.062  | 2.174  | 2.520  | 2.533  | 2.531  | 2.623  | 2.823  | 3.159  | 3.313  | 3.357  | 3.710  | 4.059  | 4.940  |
| Häuser    | 215    |        |        |        |        |        | 279    |        |        | 319    | 310    |        | 346    |        |        |        | 486    |        |        |
| Quelle    | [ 24 ] | [ 25 ] | [ 25 ] | [ 25 ] | [ 26 ] | [ 27 ] | [ 28 ] | [ 29 ] | [ 30 ] | [ 31 ] | [ 32 ] | [ 25 ] | [ 33 ] | [ 25 ] | [ 34 ] | [ 25 ] | [ 35 ] | [ 25 ] | [ 25 ] |
|           |        |        |        |        |        |        |        |        |        |        |        |        |        |        |        |        |        |        |        |
| Jahr      | 1946   | 1950   | 1952   | 1961   | 1970   | 1987   | 2019   |        |        |        |        |        |        |        |        |        |        |        |        |
| Einwohner | 6.568  | 7.174  | 7.707  | 9.941  | 12.450 | 13.416 | 16.938 |        |        |        |        |        |        |        |        |        |        |        |        |
| Häuser    |        | 737    |        | 1.208  |        | 5.265  |        |        |        |        |        |        |        |        |        |        |        |        |        |
| Quelle    | [ 25 ] | [ 36 ] | [ 25 ] | [ 17 ] | [ 37 ] | [ 22 ] | [ 38 ] |        |        |        |        |        |        |        |        |        |        |        |        |

### Konfessionsstatistik
Laut der Volkszählung 2011 waren 47,5 % der Einwohner römisch-katholisch, 26,4 % evangelisch und 26,1 % waren konfessionslos, gehörten einer anderen Glaubensgemeinschaft an oder machten keine Angabe. Der Anteil der evangelischen und katholischen Kirchenmitglieder an der Gesamtbevölkerung ist seitdem beträchtlich gesunken. Mit Stand Juni 2025 waren 31,6 % der Einwohner katholisch, 17,8 % evangelisch, die übrigen 50,6 % waren konfessionslos oder gehörten einer anderen Glaubensgemeinschaft an.

### Kirchen
Die katholischen Christen gehören zu den drei Herzogenauracher Pfarreien, die zusammen eine Pfarreiengemeinschaft bilden. Sie gehören zum Dekanat Erlangen im Erzbistum Bamberg. Die Einwohner lutherischer Konfession haben seit 1933 ein eigenes Gotteshaus in der Stadt. Die Kirchengemeinde Herzogenaurach gehört zum Dekanat Erlangen in der Ev.-Luth. Kirche in Bayern.
- Katholische Kirchengebäude: Stadtpfarrkirche St. Magdalena, Liebfrauenkirche, Pfarrkirche St. Otto Herzogenaurach-West, Pfarrkirche St. Josef Niederndorf, Mariä Geburt Haundorf, St. Elisabeth Hammerbach und Dorfkapellen in Beutelsdorf, Welkenbach, Hauptendorf und Haundorf
- Evangelische Kirchengebäude: Evangelische Stadtkirche, Martin-Luther-Kirche im Wohngebiet Lohhof

### Militär
Im Zug der Aufrüstung und der Kriegsvorbereitungen während der Zeit des Nationalsozialismus wurde im Jahr 1934 auf dem bis dahin landwirtschaftlich genutzten Gelände Bei der Zweimarterlinde ein Militärflugplatz angelegt, den die Wehrmacht bis 1940 weiter ausbaute. Der Fliegerhorst wurde als „Friedensstandort“ eingerichtet. Den Kern bildete ein Flugfeld (670 Meter in Nord-Süd-Richtung, 915 Meter in Ost-West-Richtung), das mit Backsteinen befestigt und mit Gras überwachsen war; die längste Rollstrecke betrug ca. tausend Meter.
Zum Ende des Zweiten Weltkrieges hin wurden Teile der Panzerschreck in den Fabriken der Schuhfabrikanten Adolf und Rudolf Dassler – dem „GeDa“ Unternehmen – montiert.
Im März 1945 verließ die letzte Nahaufklärungsstaffel Herzogenaurach, wegen der rasch vorrückenden amerikanischen Bodentruppen wurde im April 1945 auch das Jagdgeschwader 104 abgezogen. Die Wehrmacht hatte die Sprengung der Gebäude vorbereitet, doch sie wurde nicht durchgeführt. Als amerikanische Einheiten am 16. April Herzogenaurach besetzten, wurden lediglich ein Hangar und zwei Holzbaracken des Fliegerhorsts zerstört.
Die alliierten Truppen hatten auf die Bombardierung des Fliegerhorsts verzichtet, dessen Standort und Einrichtungen der Royal Air Force bis ins Detail bekannt waren. Es wird vermutet, dass eine Nutzung durch die Alliierten vorgesehen war. Die US-Armee übernahm das Gelände 1945 und belegte es als Militärstützpunkt für Artillerie.
In den Jahren 1990/91 wurden die in Herzogenaurach stationierten amerikanischen Truppen zu einem Kriegseinsatz abkommandiert.
Bis zum 15. Januar 1992 war der Abzug der 210. Artilleriebrigade abgeschlossen; etwa 400 Soldaten des 5. Bataillons der 17. Feldartillerie lösten den Standort bis zum 16. März 1992 auf. Heute befindet sich dort die Zentrale der Adidas AG.

## Sehenswürdigkeiten

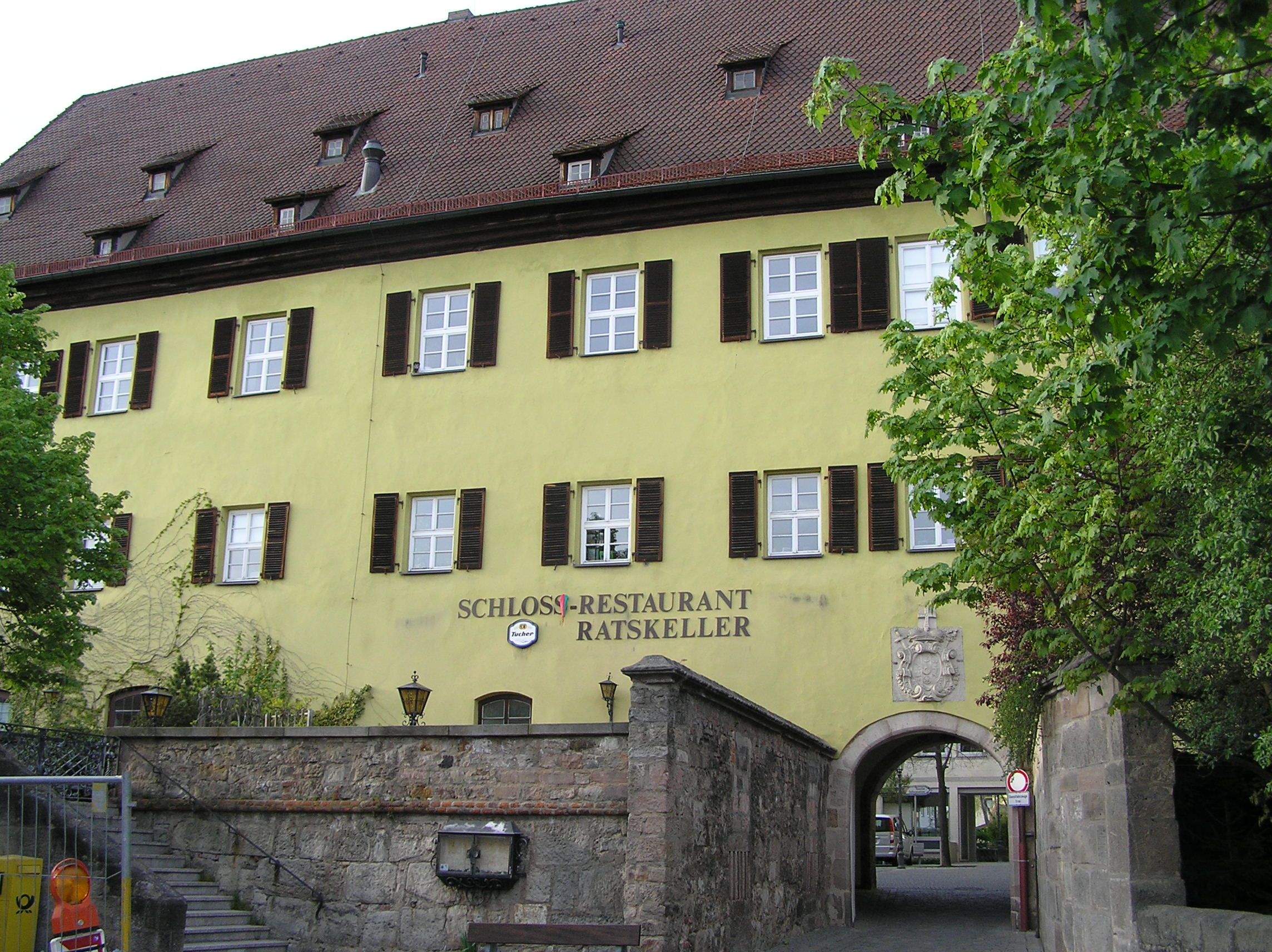
Schloss
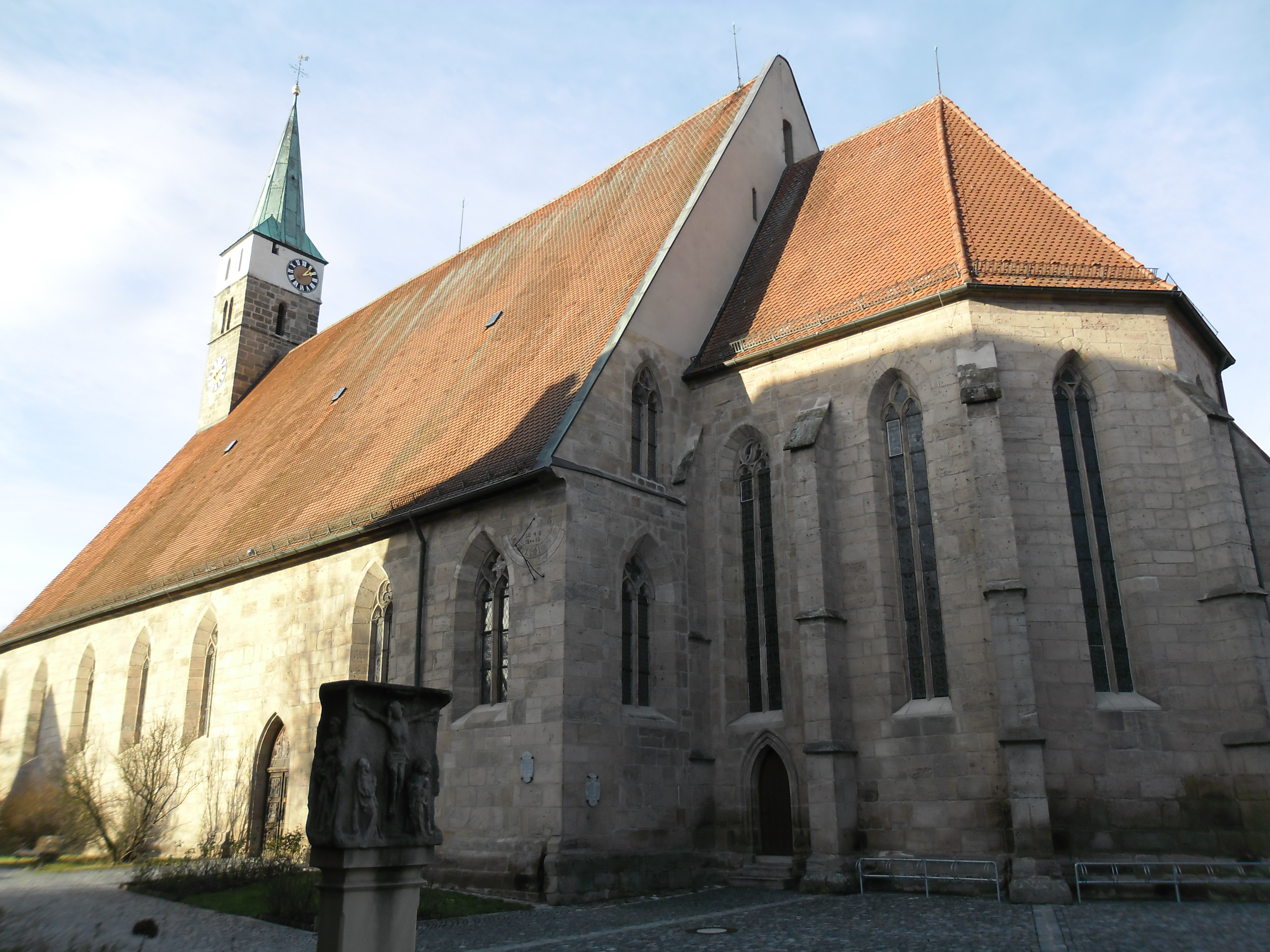
Stadtpfarrkirche
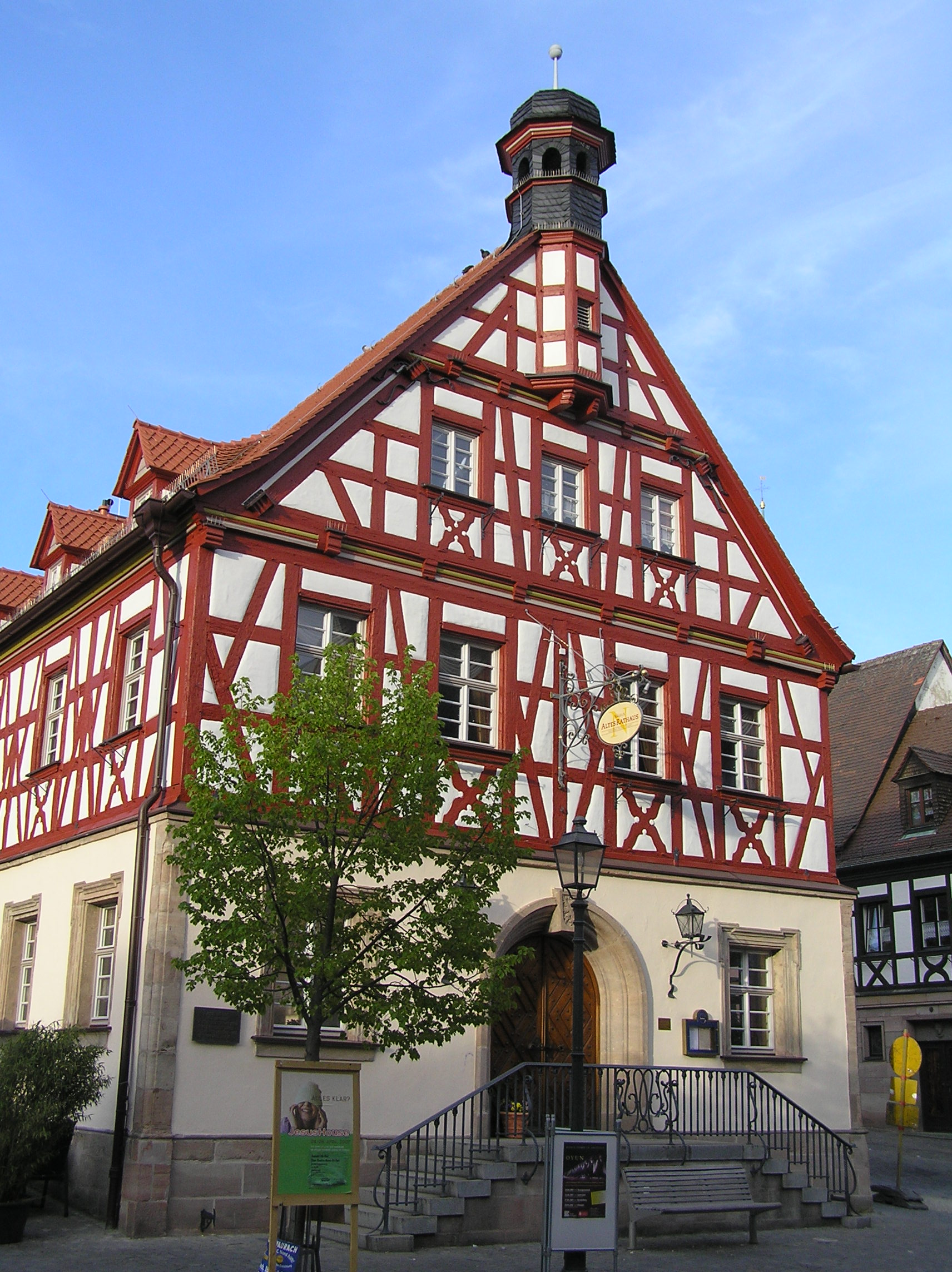
Altes Rathaus
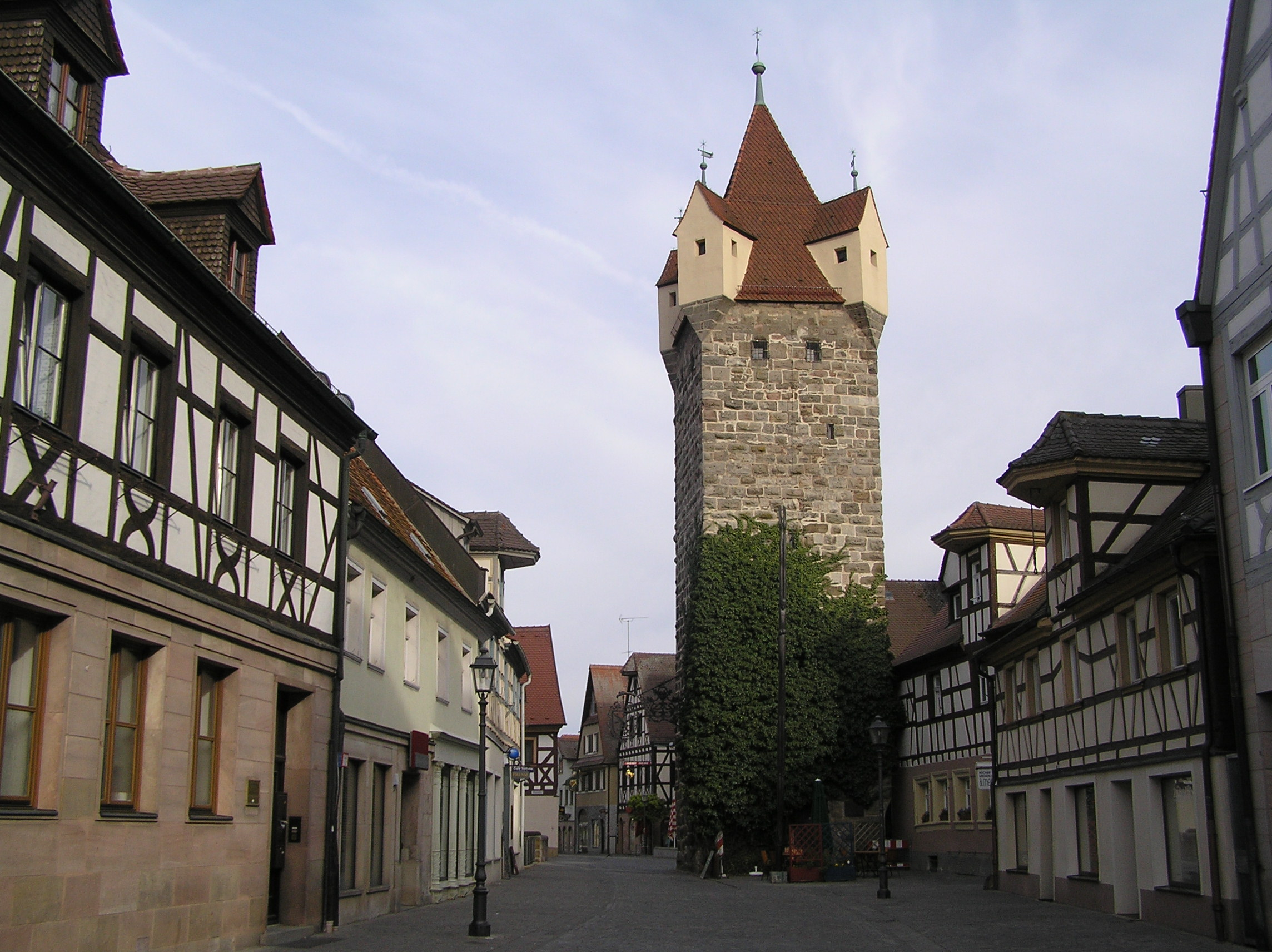
Hauptstraße mit Fehnturm

Das barocke Schloss, das den Amtmännern des Bamberger Hochstifts als Residenz diente, wurde 1720 an der Stelle einer mittelalterlichen Anlage errichtet, die im Dreißigjährigen Krieg zerstört worden war. An das Schloss wurde 1967 das Herzogenauracher Rathaus angebaut. Auch die Stadtbibliothek und die Touristeninformation ist im Schloss untergebracht. Dieser Anbau wurde 2019 abgerissen und soll bis 2022 durch einen modernen Rathausneubau ersetzt werden.
Das Alte Rathaus stammt im Kern aus dem Mittelalter. Im Gebäude befanden sich früher neben dem Rat und dem Gericht auch der Brot- und Fleischmarkt und das städtische Waffenarsenal. Bis April 2003 war hier auch die Polizei untergebracht. 2005 wurde das Alte Rathaus generalsaniert und beherbergt nun ein Restaurant.
Weithin sichtbar sind die beiden Tortürme der Stadt aus dem 13. Jahrhundert. Der Türmersturm im Westen der Altstadt ist an seiner abgerundeten Turmkuppel und seinen vier Turmuhren erkennbar. Der Fehnturm mit seinen vier seitlichen Wachttürmchen im Osten der Altstadt ist nach der ehemaligen Torwächterfamilie benannt und wurde als Stadtgefängnis und als städtische Schatzkammer genutzt. Früher waren die beiden Türme Teil der Stadtmauer, die jedoch ab 1825 sukzessive abgetragen wurde.
Die katholische Stadtpfarrkirche St. Magdalena liegt etwas abseits der zentralen Hauptstraße und befand sich bis zum Ende des 15. Jahrhunderts auch außerhalb der Stadtmauer. Bei der Kirche handelt es sich um eine hochgotische Saalkirche mit barocker Ausstattung, wobei der Chorraum bereits aus dem 13. Jahrhundert stammt. Das äußerst breite Langhaus wird von einem großen, hölzernen Tonnengewölbe überspannt.
Im Umkreis der Stadtpfarrkirche befindet sich das Pfründner-Spital von 1508 (heute Stadtmuseum), das klassizistische Pfarrhaus und die um 1200 errichtete Marienkapelle. Am Aufgang von der Hauptstraße zur Pfarrkirche befindet sich der Kiliansbrunnen, der als Quelle bereits seit dem Mittelalter besteht und an dem der Legende nach bereits im Jahre 686 der Frankenapostel Kilian gepredigt hat.
Neben den bereits erwähnten Sehenswürdigkeiten weist die Altstadt zahlreiche mittelalterliche Fachwerkhäuser auf, insbesondere im Bereich der Hauptstraße, des Kirchenplatzes und des historischen Marktplatzes.

## Politik

### Stadtrat
Der Stadtrat setzt sich aus 30 Stadtratsmitgliedern und dem Ersten Bürgermeister als Mitglied des Stadtrats zusammen. Nach der Kommunalwahl 2020 verteilen sich die Sitze folgendermaßen:
- PARTEI: 1
- SPD: 9
- Grüne: 5
- FDP: 1
- FW: 4
- CSU: 8
- JU: 2
- AfD: 1

Die Sitze der SPD beinhalten auch den des Ersten Bürgermeisters.
In der Amtsperiode 2014–2020 gab es eine Kooperation zwischen der SPD und den GRÜNEN.
Am 4. April 2020 unterzeichneten die Abgeordneten von SPD, Die Grünen, FDP und DIE PARTEI eine Kooperationsvereinbarung und bilden für die Stadtratsperiode 2020–2026 eine Gestaltungsmehrheit.
| Wahl | Wahl    | SPD      | SPD   | CSU      | CSU   | Grüne    | Grüne | Freie Wähler | Freie Wähler | FDP      | FDP   | Sonstige                                                       | Sonstige                                                       |
| ---- | ------- | -------- | ----- | -------- | ----- | -------- | ----- | ------------ | ------------ | -------- | ----- | -------------------------------------------------------------- | -------------------------------------------------------------- |
|      | Wahlb.  | Ergebnis | Sitze | Ergebnis | Sitze | Ergebnis | Sitze | Ergebnis     | Sitze        | Ergebnis | Sitze | Ergebnis                                                       | Sitze                                                          |
| 2002 |         |          | 10    |          | 15+1  |          | 1     |              | 1            |          | 1     | BfB                                                            | 2                                                              |
| 2008 | 65,92 % | 40,04 %  | 13+1  | 36,89 %  | 11    | 6,62 %   | 2     | 6,61 %       | 2            | 5,03 %   | 1     | BfB: 4,90 %                                                    | 1                                                              |
| 2014 | 57,25 % | 42,37 %  | 13+1  | 34,93 %  | 10    | 11,82 %  | 4     | 6,66 %       | 2            | 4,22 %   | 1     |                                                                |                                                                |
| 2020 | 61,75 % | 26,34 %  | 8+1   | 28,14 %  | 8     | 16,79 %  | 5     | 12,27 %      | 4            | 3,28 %   | 1     | JU: 6,52 %, 2 Sitze PARTEI: 3,49 %, 1 Sitz AfD: 3,17 %, 1 Sitz | JU: 6,52 %, 2 Sitze PARTEI: 3,49 %, 1 Sitz AfD: 3,17 %, 1 Sitz |

### Bürgermeister
Erste Bürgermeister von Herzogenaurach seit 1945:
- 1945–1970: Hans Maier (SPD)
- 1970–1990: Hans Ort (CSU)
- 1990–2008: Hans Lang (CSU)
- seit 2008: German Hacker (SPD)[44]

In der Amtsperiode 2014–2020 war Renate Schroff (SPD) Zweite Bürgermeisterin, Dritter Bürgermeister war Georgios Halkias (Bündnis 90/Die Grünen).
Seit dem 7. Mai 2020 ist Georgios Halkias Zweiter Bürgermeister und Michael Dassler (FDP) Dritter Bürgermeister.
| Partei            | Kandidat              | 1. Wahlgang | 2. Wahlgang |
| ----------------- | --------------------- | ----------- | ----------- |
| Kommunalwahl 2008 |                       |             |             |
| SPD               | German Hacker         | 58,1 %      | -           |
| CSU               | Walter Nussel         | 31,9 %      | -           |
| Grüne             | Retta Müller-Schimmel | 1,1 %       | -           |
| Freie Wähler      | Manfred Welker        | 4,1 %       | -           |
| FDP               | Britta Dassler        | 3,7 %       | -           |
| Kommunalwahl 2014 |                       |             |             |
| SPD               | German Hacker         | 67,0 %      | -           |
| CSU               | Matthias Düthorn      | 21,4 %      | -           |
| Grüne             | Peter Maier           | 4,0 %       | -           |
| Freie Wähler      | Manfred Welker        | 6,0 %       | -           |
| FDP               | Ralf Markert          | 1,6 %       | -           |
| Kommunalwahl 2020 |                       |             |             |
| SPD               | German Hacker         | 48,8 %      | 64,3 %      |
| CSU               | Sabine Hanisch        | 18,4 %      | 35,7 %      |
| Grüne             | Georgios Halkiás      | 10,1 %      | -           |
| Freie Wähler      | Manfred Welker        | 17,1 %      | -           |
| FDP               | Michael Dassler       | 2,4 %       | -           |
| DIE PARTEI        | Steffen Moroskow      | 3,2 %       | -           |

### Wappen und Flagge
Wappen
| Wappen von Herzogenaurach | Blasonierung: „In Gold ein mit einer silbernen Schrägleiste überdeckter, rot bewehrter schwarzer Löwe.“ |
| Wappen von Herzogenaurach | Wappenbegründung: Der einstige Königshof Herzogenaurach gehörte von 1021 bis 1803 zum Bistum Bamberg. Aus dem Jahr 1343 ist der Abdruck eines Siegels überliefert mit dem Bamberger Löwen. Seitdem steht er in allen Siegeln, in einem Schild oder frei. In Siegelabbildungen des 17. Jahrhunderts sitzt der Löwe reitend auf dem Schrägbalken. Herzogenaurach führt seit dem 14. Jahrhundert ein Wappen. |

Flagge
Die Gemeindeflagge ist gelb-schwarz.

### Städtepartnerschaften
Herzogenaurach unterhält Partnerschaften zu folgenden Städten:
- Wolfsberg (Österreich), seit 1968
- Kaya (Burkina Faso), seit 1972
- Nova Gradiška (Kroatien), seit 1980
- Sainte-Luce-sur-Loire (Frankreich), seit 1988

## Wirtschaft und Infrastruktur

### Verkehr

#### Straße
Herzogenaurach liegt direkt an der Autobahn A 3 bei der Anschlussstelle Erlangen-Frauenaurach. Die Autobahn A 73 ist von Herzogenaurach aus in 10 bis 15 Minuten zu erreichen.
Die Staatsstraße 2244 verläuft nördlich um Herzogenaurach und Niederndorf herum. Sie führt über Falkendorf und Münchaurach zu einer Anschlussstelle der Bundesstraße 8 bei Emskirchen (12 km westlich) bzw. zur Anschlussstelle 82 der A 3 (4 km östlich) und weiter an Frauenaurach nach Bruck zur Staatsstraße 2242 (7 km östlich). Die Staatsstraße 2263 verläuft über Welkenbach nach Hammerbach (3,8 km nordwestlich) bzw. über Niederndorf und Neuses zur St 2244 (3,6 km östlich). Die Kreisstraße ERH 14 verläuft von der St 2244 ausgehend nach Beutelsdorf (1,7 km nördlich) bzw. von der St 2263 ausgehend nach Dondörflein (2,9 km südwestlich). Eine Gemeindeverbindungsstraße verläuft nach Burgstall (1,7 km südlich).

#### Schiene
Der nächste Bahnhalt liegt in Puschendorf an der Bahnstrecke Fürth–Würzburg, die Entfernung zum Stadtzentrum Herzogenaurachs beträgt etwa 7 Kilometer. Der nächste Fernbahnhof befindet sich in etwa 9 Kilometern Entfernung in Erlangen, dorthin fahren die Buslinien 200 und 201 des Omnibusverkehrs Franken (OVF) mit Fahrzeiten von etwa 30 Minuten. Im Stadtgebiet verkehren die Buslinien der Herzo Bäder- und Verkehrs GmbH. Die Bahnstrecke Erlangen-Bruck–Herzogenaurach, die von 1894 bis 1984 in Betrieb war, ist größtenteils noch vorhanden, aber nicht mehr befahrbar. Die Planung eines Gleisanschlusses an die näher gelegene Bahnstrecke Nürnberg-Würzburg über Obermichelbach wurde 1883 abgelehnt.
Nach derzeitiger (2020) Planung soll die Stadt-Umland-Bahn Erlangen (StUB) Herzogenaurach über Erlangen mit Nürnberg verbinden. Auch die Reaktivierung der Aurachtalbahn wurde durch die Kooperationsvereinbarung der neuen Stadtregierung wieder ins Gespräch gebracht. Das Projekt StUB soll dadurch nicht angetastet werden.

#### Luftfahrt
Nördlich des Stadtkerns befindet sich der Verkehrslandeplatz Herzogenaurach. Ein 700 Meter langes Rollfeld ermöglicht dort den Flugverkehr für Flugzeuge bis 3700 kg Startgewicht.

#### Wanderwege
Durch Herzogenaurach verlaufen die Rangau-Linie des Main-Donau-Weg, die Magnificat-Route des Fränkischen Marienweg und der Fernwanderweg Aurach-Weg.

### Ansässige Unternehmen

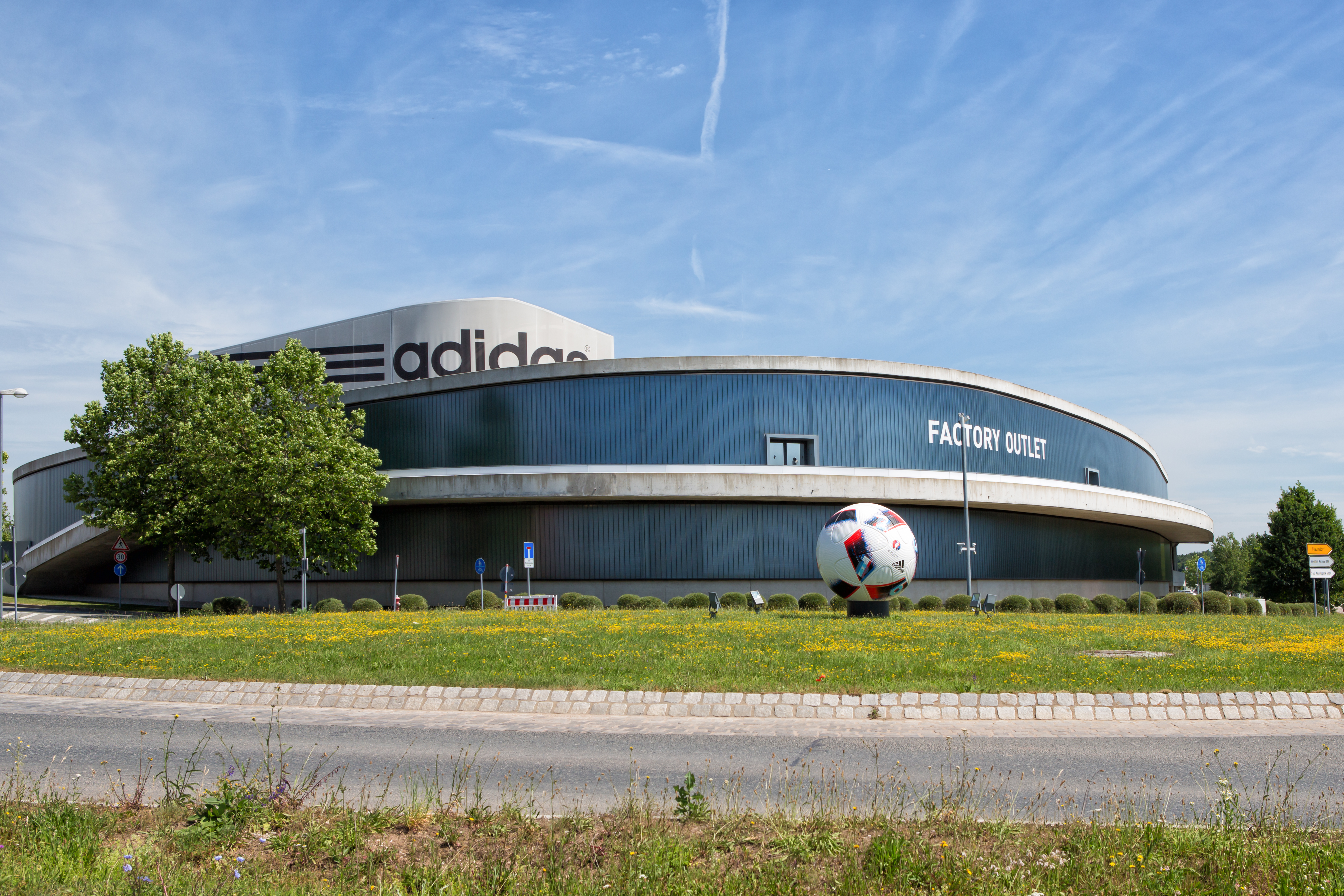
Adidas-Fabrikverkauf

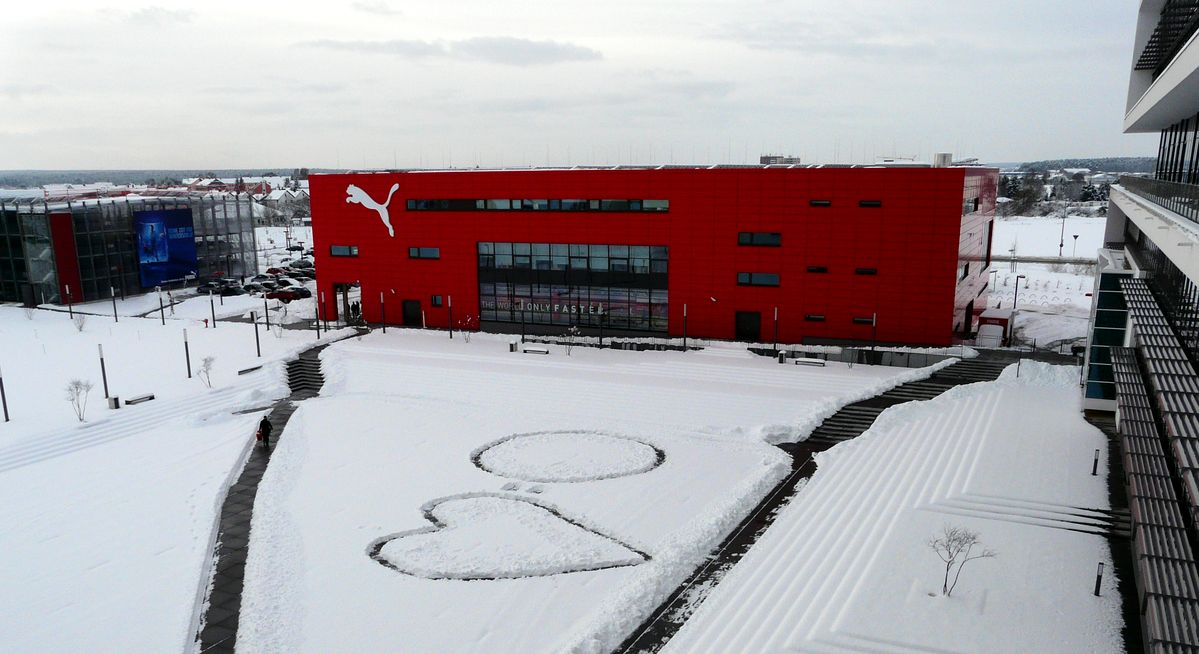
Die PUMAVision Headquarters

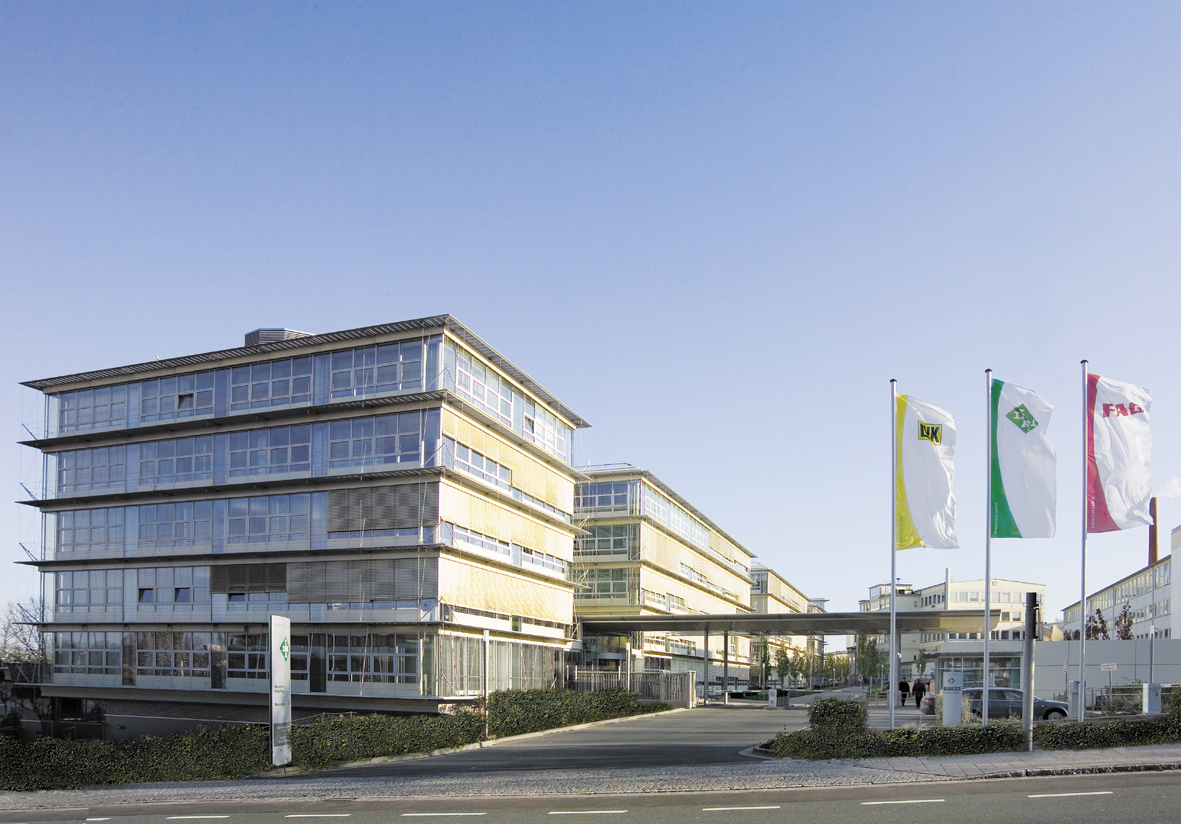
Schaeffler-Stammsitz Herzogenaurach

Herzogenaurach ist Sitz von Adidas und Puma sowie der Schaeffler-Gruppe.
Adidas und Puma, zwei der weltweit größten Sportartikelhersteller, haben die Stadt zum deutschlandweiten Anziehungspunkt für Sportartikel gemacht. Im Bereich der nördlichen Umgehungsstraße (Hans-Ort-Ring) befinden sich große Fabrikverkäufe von Adidas, Puma, s.Oliver, Nike sowie ein großes Sportgeschäft.
Die Schaeffler-Gruppe, Hersteller von Wälz- und Gleitlagern, Motorenelementen und Lineartechnik, die neben ihrem Firmensitz auch Forschung, Entwicklung und Produktion in der Stadt hat, erlangte durch den Übernahmekampf um die deutlich größere Continental AG ab Juli 2008 besondere Aufmerksamkeit in der Öffentlichkeit.

### Bildung
Herzogenaurach hat vier Grundschulen, zwei Mittelschulen, ein Förderzentrum, eine Berufsschule mit den Fachrichtungen Metalltechnik und Wirtschaft/Verwaltung, eine staatliche Realschule und ein Gymnasium, das 1978 aus einer Zweigstelle des Gymnasiums Höchstadt hervorging und wie die Mutterschule ein Naturwissenschaftlich-technologisches und Sprachliches Gymnasium ist.

### Krankenhäuser
Im Westen der Stadt an der Umgehungsstraße befindet sich die zur m&i-Klinikgruppe Enzensberg gehörende Fachklinik Herzogenaurach für Physikalische Medizin und Medizinische Rehabilitation.

### Medien
Herzogenaurach hat mit Herzo.TV einen eigenen Fernsehsender. Es gibt von den beiden lokalen Tageszeitungen Nordbayerische Nachrichten und Fränkischer Tag Regionalausgaben für Herzogenaurach.

## Kunst, Kultur, Freizeit und Sport

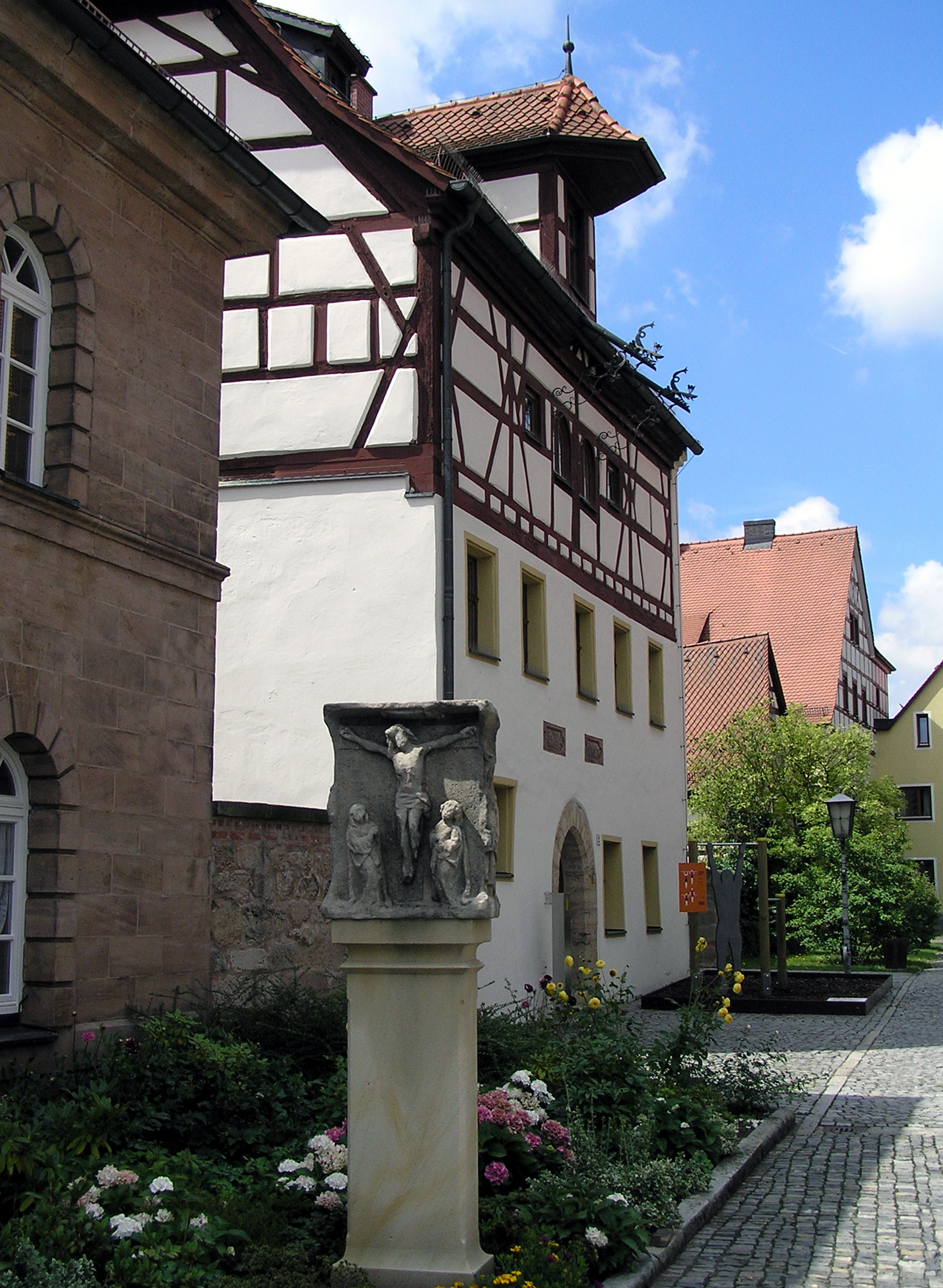
Stadtmuseum

### Museen
- Das Stadtmuseum im Pfründnerspital wurde im Herbst 2000 im ehemaligen Spital zum Heiligen Geist am Kirchenplatz eröffnet.
- Das Krippenmuseum ist vom ersten Sonntag im Oktober bis Ostern des darauf folgenden Jahres geöffnet.

### Regelmäßige Veranstaltungen
In alphabetischer Reihenfolge:
- Altstadtfest
- Baserock (bis 2009: U-Turn Festival)
- hin&herzo Kulturfestival
- Hobby-Künstler-Markt
- Lauf für Kaya! (alle zwei Jahre seit 2005)
- Martini-Kirchweih
- Mittelalterfest
- Musicbase-Festival
- Ökofest
- Open Beatz Festival
- Public Viewing (Adidas Outlet)
- School’s Out Festival
- Sommerkirchweih
- Weihnachtsmarkt
- Weiße Nacht der Werbegemeinschaft

### Freizeit
Die Stadt verfügt über ein großes städtisches Freibad in unmittelbarer Nähe zur Altstadt und über das Freizeitbad Atlantis, ein großes Freizeitbad mit ausgedehnter Wasser-, Rutschen- und Saunalandschaft im Westen der Stadt, sowie über das Jugendhaus rabatz.

### Nationalmannschaften
Während der Fußball-Weltmeisterschaft 2006 hatte die Argentinische Fußballnationalmannschaft ihr Quartier in Herzogenaurach. Für die um ein Jahr auf 2021 verschobene Fußball-Europameisterschaft 2020 und für die 2024 bezog die deutsche Fußballnationalmannschaft ihr Quartier in Herzogenaurach, sie bereitet sich auch auf andere Länderspiele in Herzogenaurach vor.
Auch die Deutsche Männer-Handballnationalmannschaft bereitete sich 2021 in Herzogenaurach auf die Olympischen Sommerspiele 2020 (offiziell Spiele der XXXII. Olympiade) vom 23. Juli bis zum 8. August 2021 in Tokio vor.

### Sport
Der 1. FC Herzogenaurach ist mit dem ersten Platz beim Bayerischen Pokal im Jahr 1954 der erfolgreichste Fußballverein aus Herzogenaurach und wird von Puma gesponsert. Derzeit spielt der Verein in der Bezirksliga Mittelfranken Nord. Die erste Mannschaft des ASV Herzogenaurach spielt in der A-Klasse.
Die TS Herzogenaurach bietet die Sportarten Basketball, Handball, Volleyball, Leichtathletik, Skisport, Tennis, Tischtennis, Triathlon und Turnen an. Ihre Handballabteilung konnte bislang die größten Erfolge verzeichnen.

## Persönlichkeiten

### Söhne und Töchter der Stadt
- Hieronymus Nopp (um 1495–1541), evangelischer Theologe, Gelehrter und Reformator von Regensburg
- Veit Ludwig von Seckendorff (1626–1692), Gelehrter und Staatsmann
- Konrad Killinger (1808–1882), Verwaltungsjurist und Leiter des Landgerichts Kirchenlamitz
- Luitpold Maier (1887–1967), Heimatforscher
- Herthe von Wersin (1888–1971), Kunstgewerblerin, Grafikerin, Malerin
- Anna Herrmann (1892–1980), Kommunalpolitikerin (SPD)
- Rudolf Dassler (1898–1974), Unternehmer, Puma-Gründer
- Adolf Dassler (1900–1978), Unternehmer, adidas-Gründer
- Baptist Reinmann (1903–1980), Fußballspieler
- Thomas Fink (1935–2023), Jazz-Musiker, Träger des Bundesverdienstkreuzes, geboren in Niederndorf
- Josef Zenger (* 1935), Fußballspieler
- Elmar Klinger (* 1938), Fundamentaltheologe
- Herbert Ammer (1938–2011), Fußballspieler
- Ursula März (* 1957), Literaturkritikerin, Publizistin und Autorin
- Lutz Braun (* 1966), Fußballspieler
- Michael Kroninger (* 1966), Fußballspieler
- Mareike Wiening (* 1987), Jazzmusikerin

### Mit der Stadt verbundene Persönlichkeiten
- Otto Brixner (* 1943), Vorsitzender Richter in der Strafsache Gustl Mollath, wohnhaft im Ortsteil Niederndorf
- Lothar Matthäus (* 1961), Fußballspieler, Rekordnationalspieler, begann seine Karriere beim 1. FC Herzogenaurach
- Günter Güttler (* 1961), Fußballspieler
- Doris Matthäus (* 1963), Grafikerin, aufgewachsen in Herzogenaurach
- Mathias Hartmann (* 1966), Pfarrer sowie Rektor und Vorstandsvorsitzender der Diakonie Neuendettelsau
- Lisa Bitter (* 1984), Schauspielerin
- Tim Danhof (* 1997), Fußballspieler, aufgewachsen in Herzogenaurach